# Ai-Ais

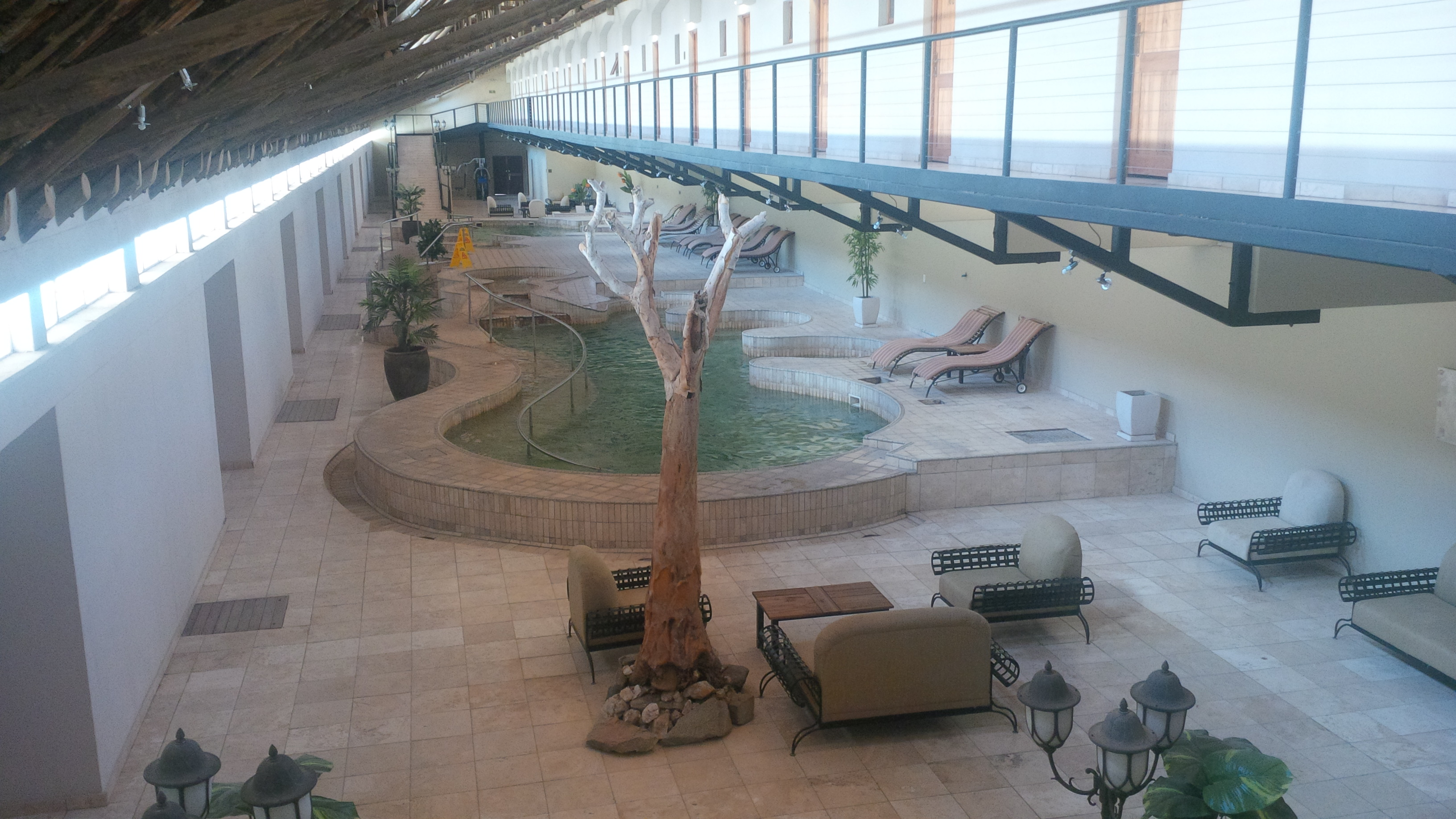
Balneario termal de Ai-Ais

Ai-Ais («agua ardiente» en idioma Khoekhoe), se refiere a las aguas termales sulfurosas de agua caliente que se encuentran en la zona sur del país africano de Namibia. Son un oasis de aguas termales naturales que están situadas en la base de los picos de las montañas en el extremo sur del Cañón del río Fish, en la región de Karas en el extremo sur de Namibia y forman parte del Parque Transfronterizo Ai-Ais/Richtersveld.

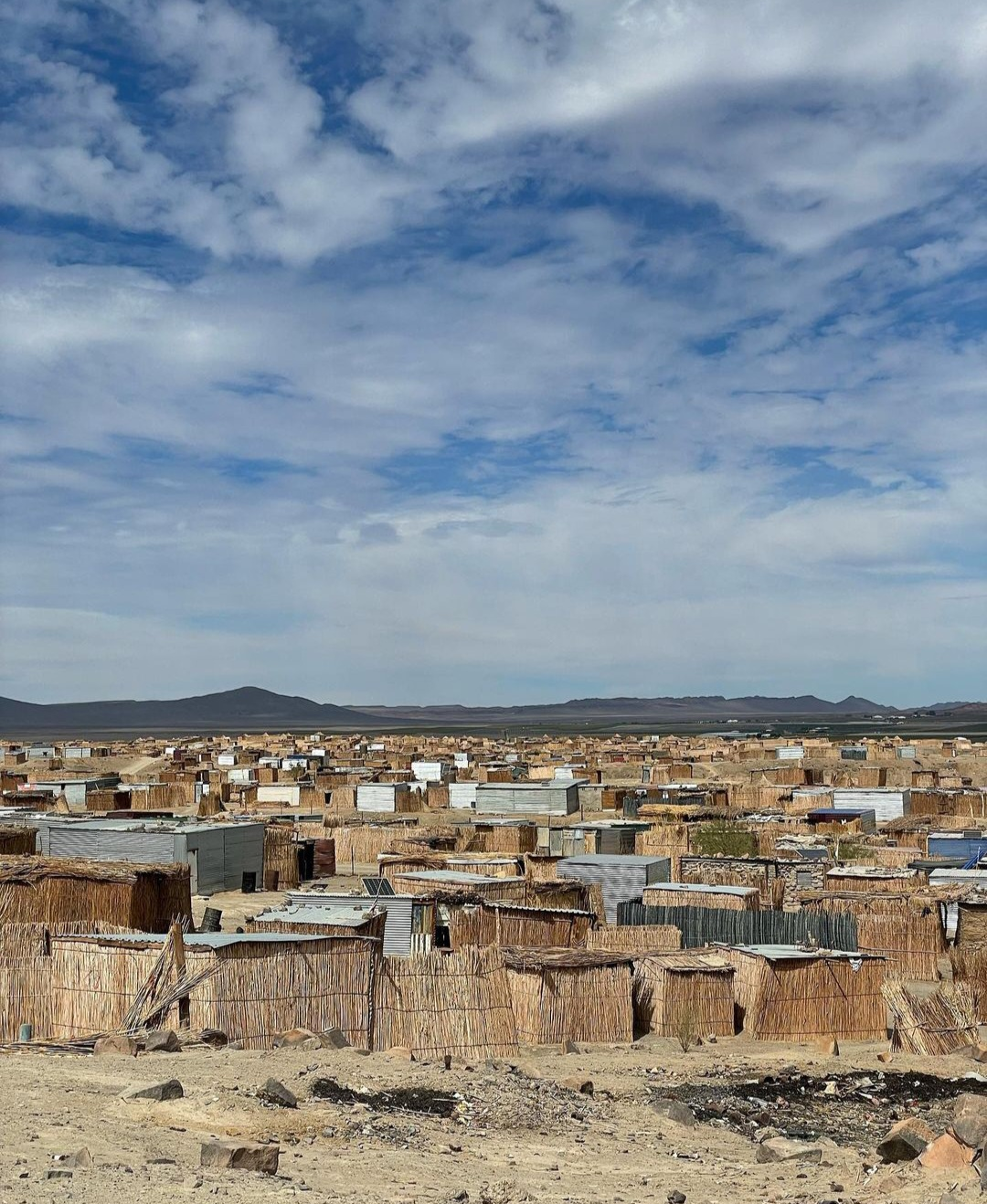
ǀAi-ǀAis, 2023.
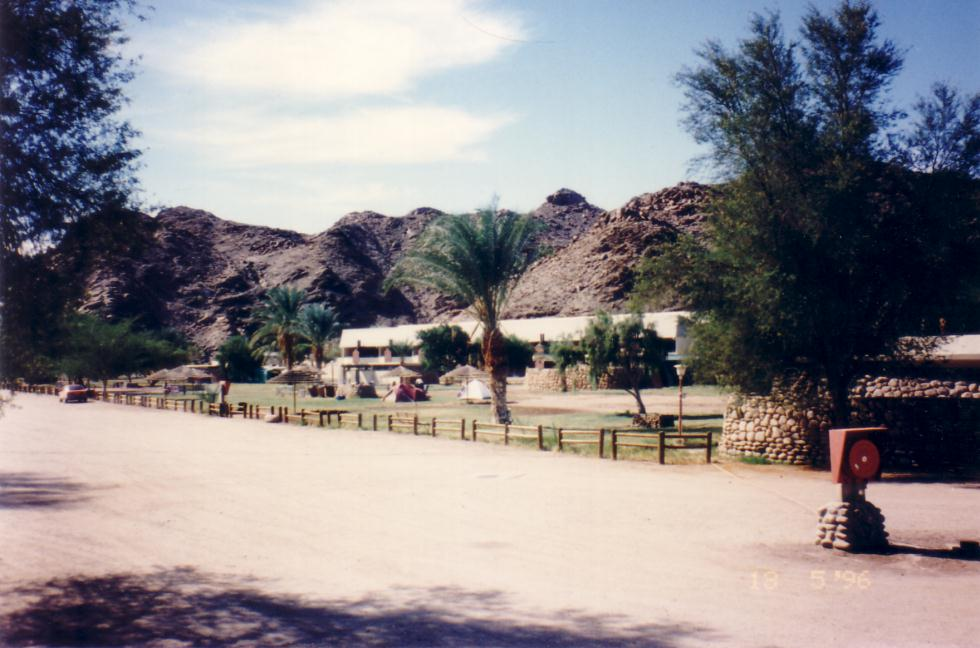
ǀAi-ǀAis, 2009.
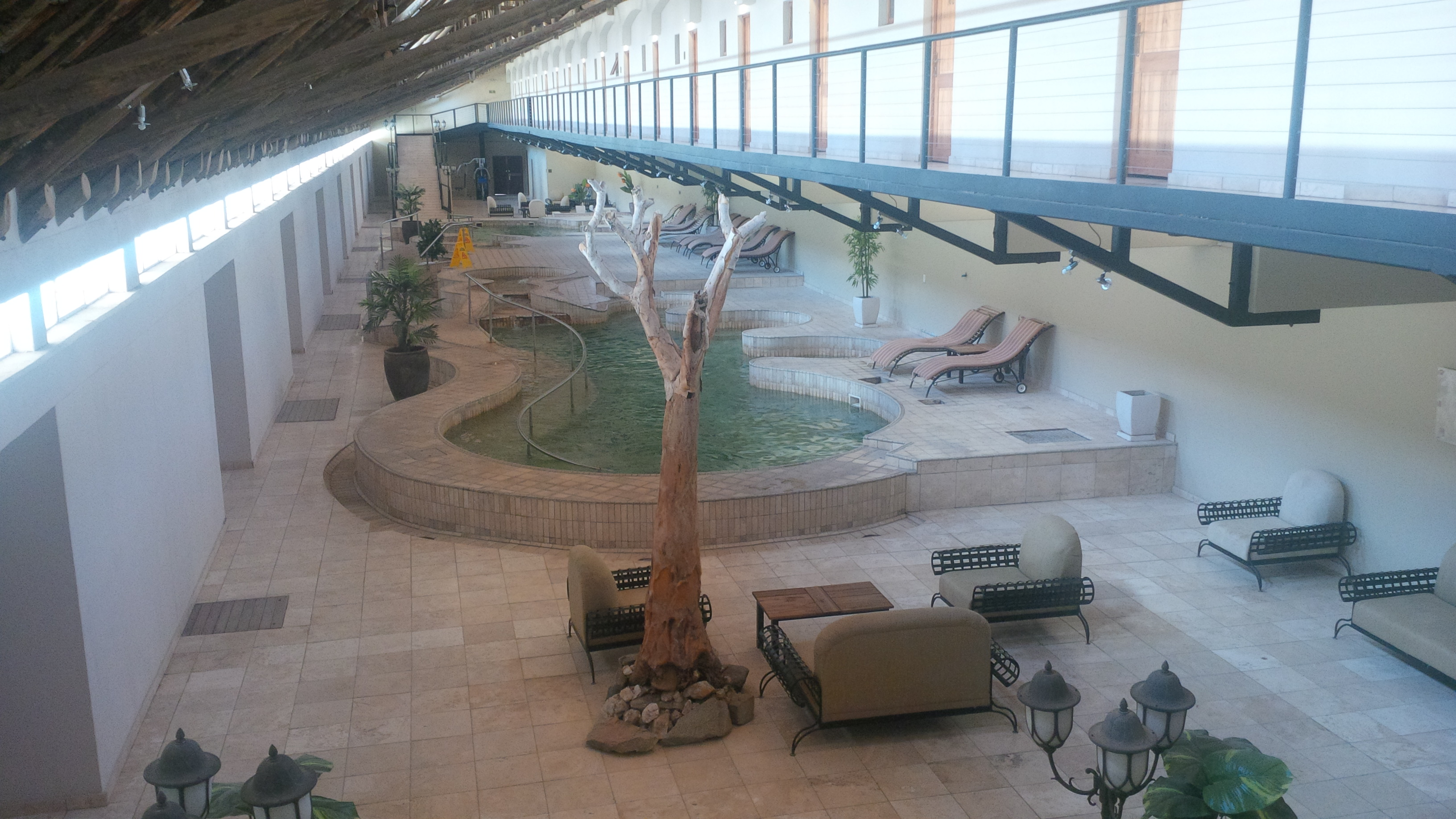
Balneario termal de ǀAi-ǀAis, 2015.
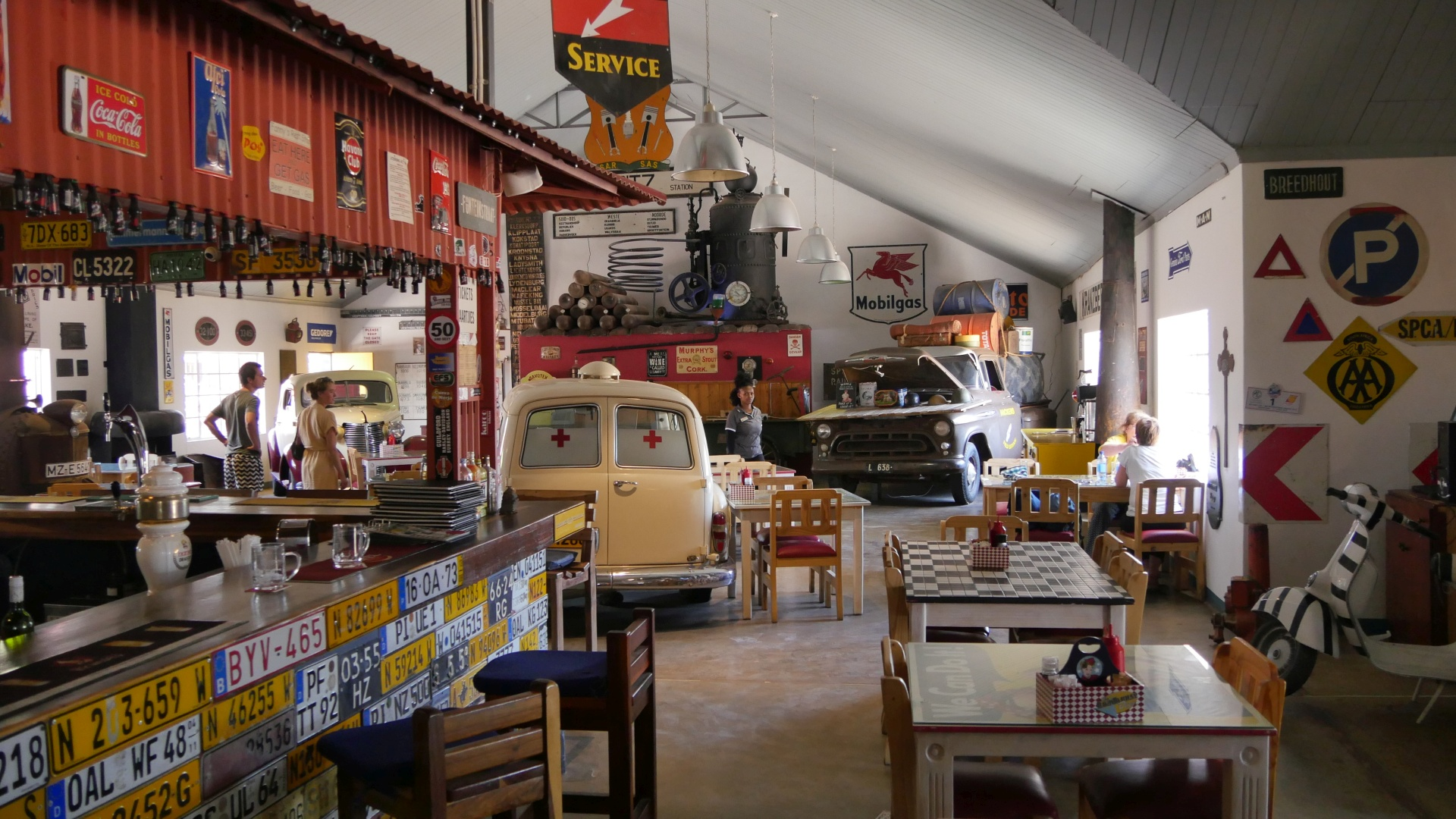
Roadhouse, 2019.
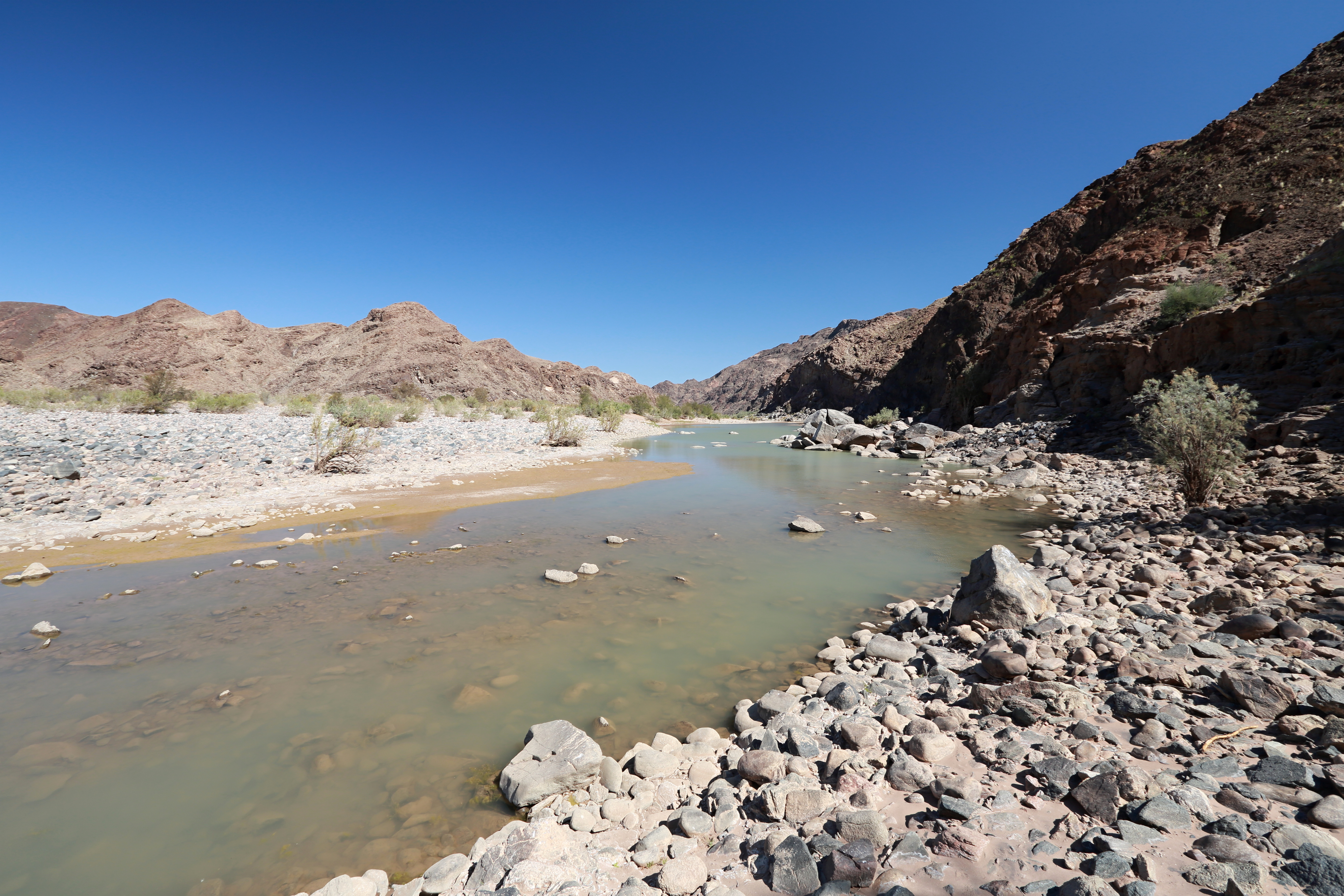
Fish River Canyon, 2014.
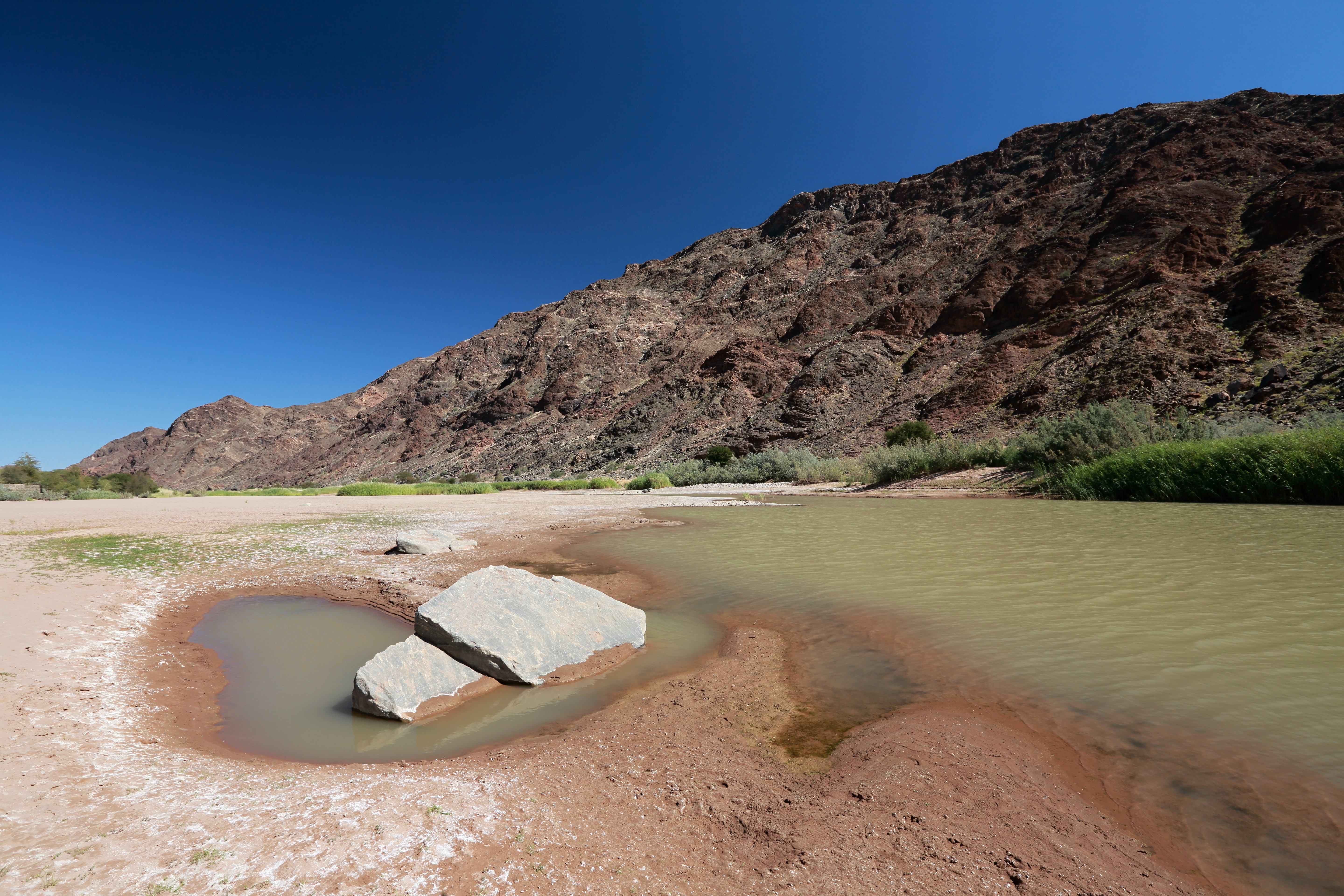
Fish River Canyon, 2014.
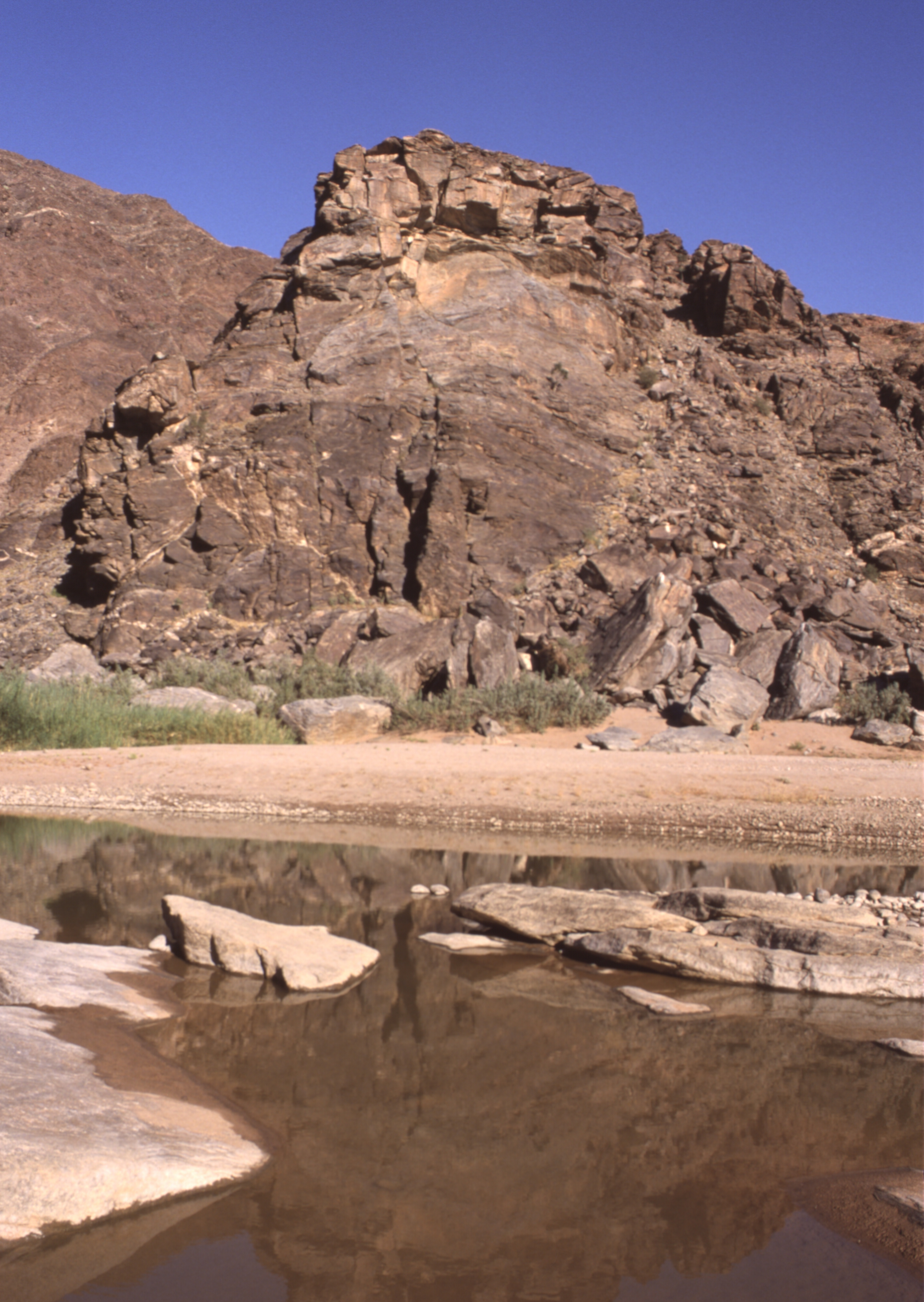
Fish River Canyon, 2002.